# Франшвель
Франшве́ль (фр. Franchevelle) — коммуна во Франции, находится в регионе Франш-Конте. Департамент — Верхняя Сона. Входит в состав кантона Люр-Нор. Округ коммуны — Люр.
Код INSEE коммуны — 70250.

## География
Коммуна расположена приблизительно в 330 км к востоку от Парижа, в 65 км северо-восточнее Безансона, в 27 км к северо-востоку от Везуля.
Южная часть коммуны покрыта лесами, есть много озёр.

## Население
Население коммуны на 2010 год составляло 419 человек.
| 1962 | 1968 | 1975 | 1982 | 1990 | 1999 | 2010 |
| ---- | ---- | ---- | ---- | ---- | ---- | ---- |
| 266  | 264  | 242  | 233  | 296  | 310  | 419  |

## Экономика
В 2010 году среди 259 человек трудоспособного возраста (15—64 лет) 206 были экономически активными, 53 — неактивными (показатель активности — 79,5 %, в 1999 году было 72,5 %). Из 206 активных жителей работали 188 человек (110 мужчин и 78 женщин), безработных было 18 (8 мужчин и 10 женщин). Среди 53 неактивных 14 человек были учениками или студентами, 18 — пенсионерами, 21 были неактивными по другим причинам.

## Фотогалерея

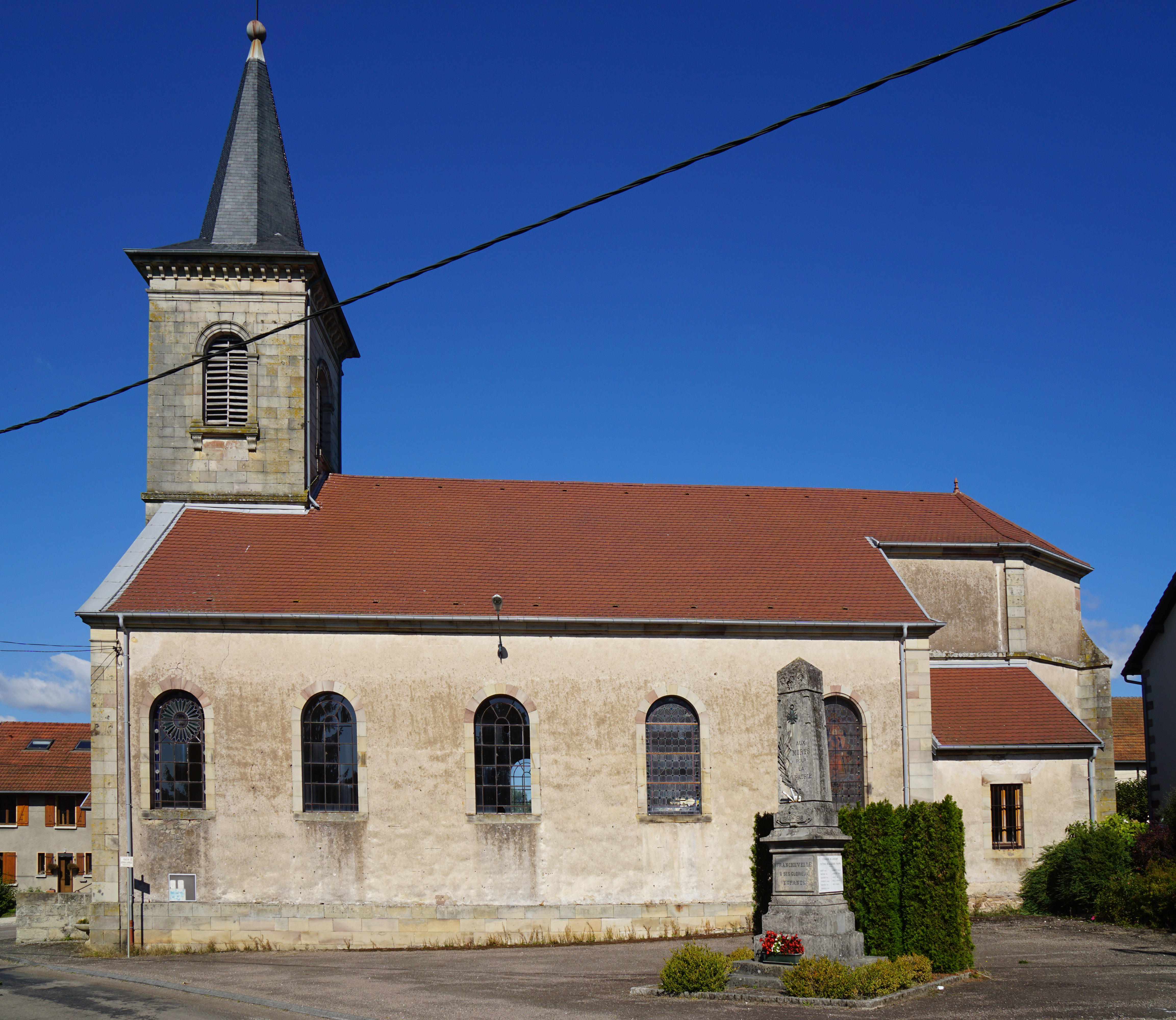
Церковь и военный мемориал
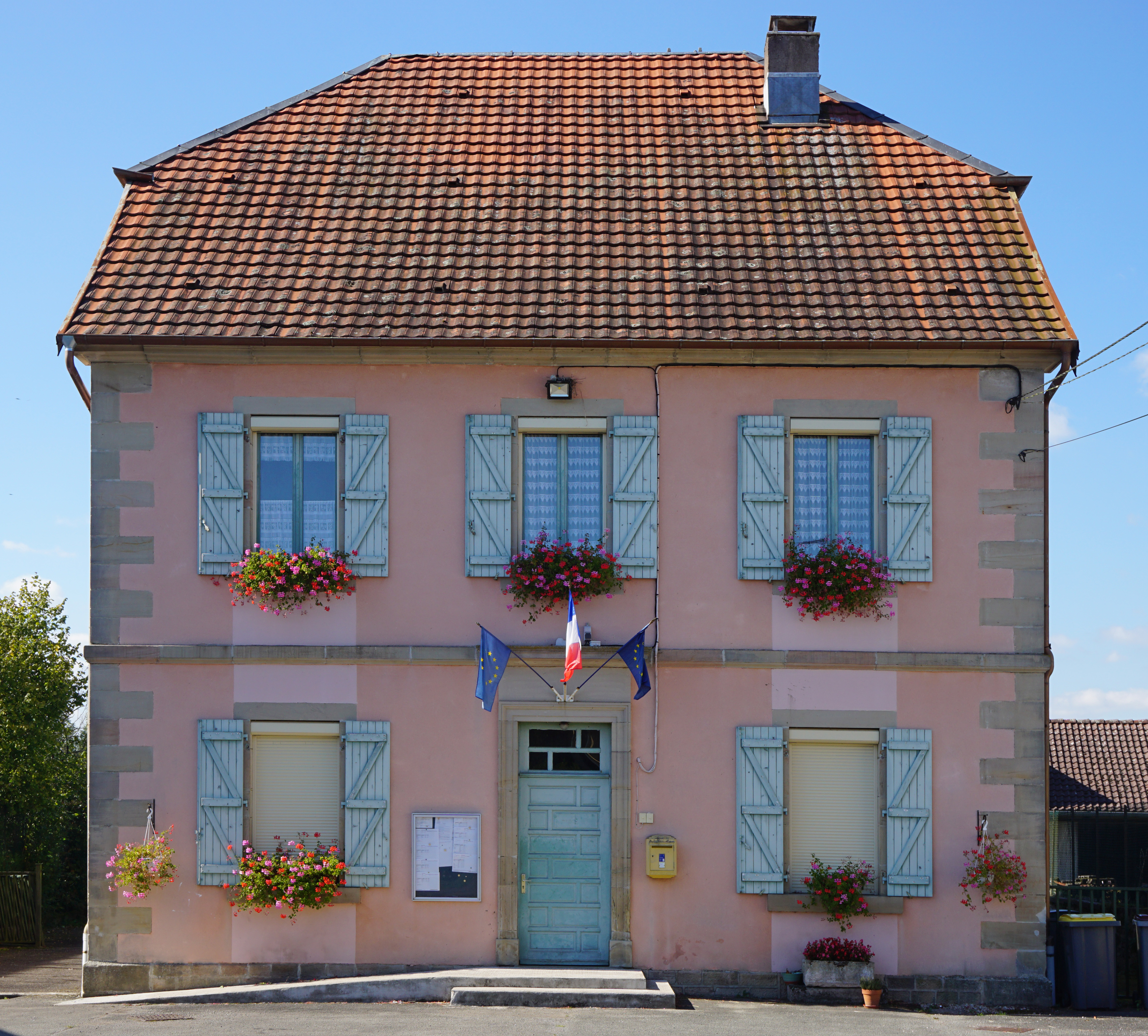
Мэрия
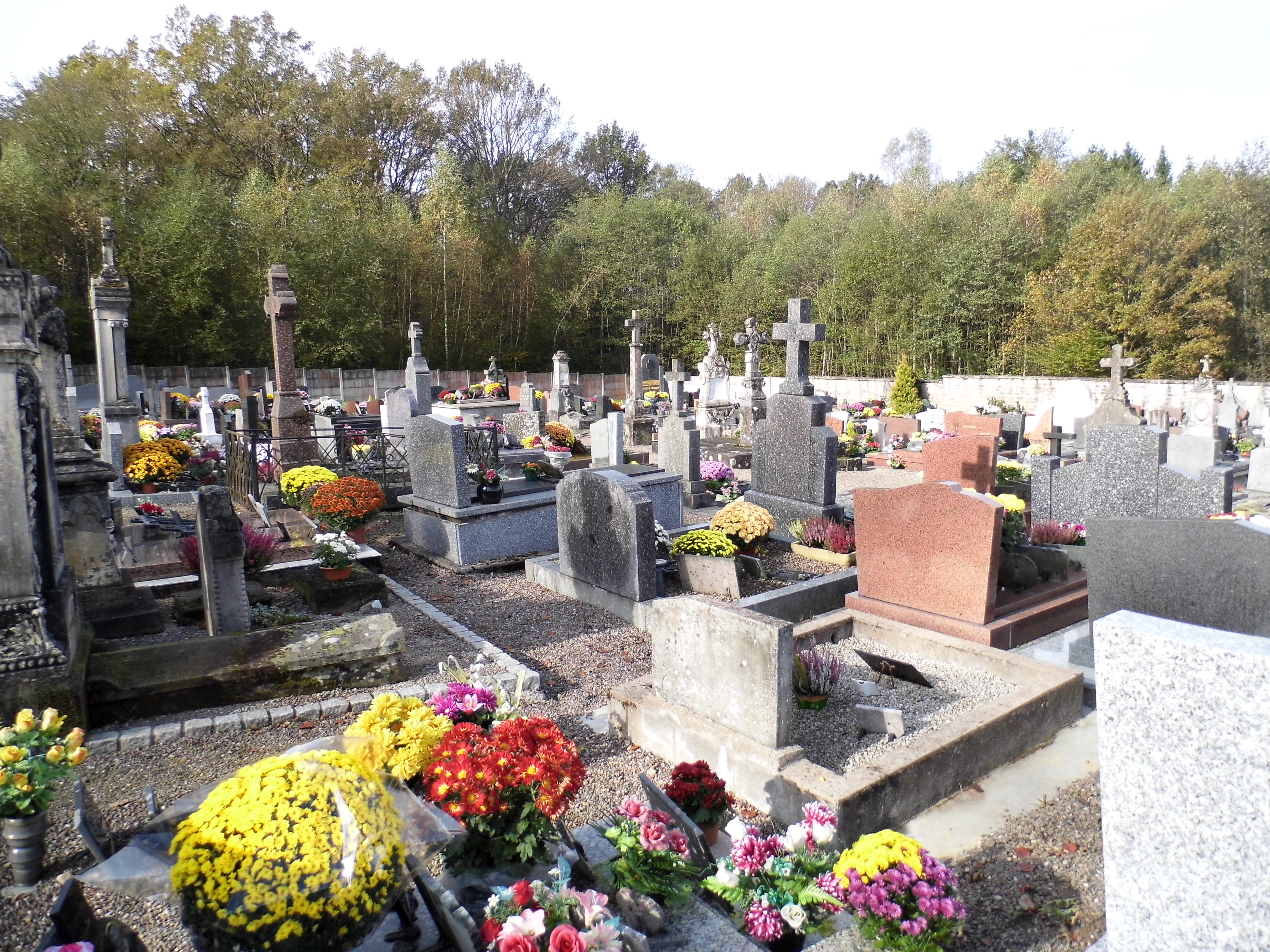
Кладбище
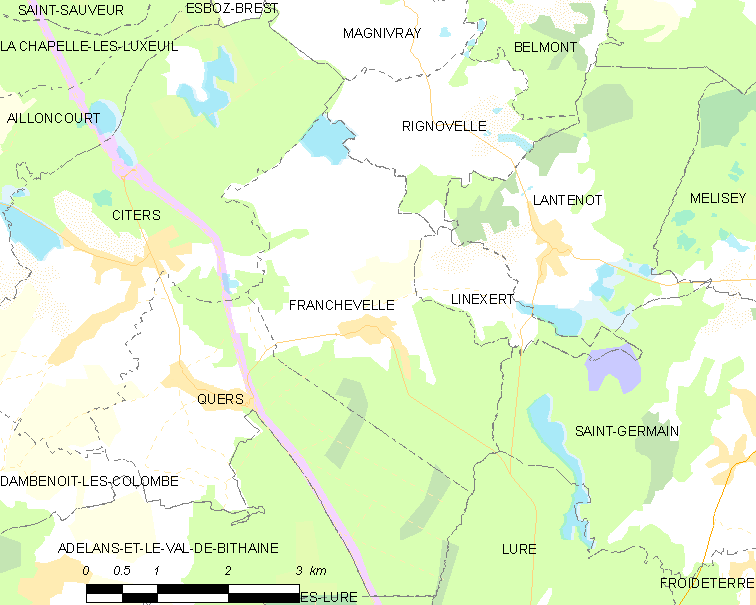
Карта коммуны